# Cal Cabrer (Granollers)
Cal Cabrer és una casa de Granollers (Vallès Oriental) protegida com a Bé Cultural d'Interès Local.

## Descripció
Casa entre mitgeres de planta baixa, pis i golfa amb coberta de teula àrab a dues vessants acabada amb un senzill ràfec. La façana és plana, composta segons dos eixos amb buit de proporcions verticals. Al costat nord hi ha un balcó que emfasitza la portalada d'entrada, el buit està emmarcat amb pedra i llinda d'arc pla, al costat sud hi ha una finestra amb llinda de pedra d'arc rebaixat.